# Antonio Huneeus
Antonio Ricardo Huneeus Gana (Santiago, 4 de julio de 1870 - 9 de enero de 1951) fue un abogado y político chileno, miembro de Partido Liberal (PL). Se desempeñó como ministro de Estado durante los gobiernos de los presidentes Germán Riesco, Ramón Barros Luco, Juan Luis Sanfuentes, Arturo Alessandri y Emiliano Figueroa Larraín.

## Familia y estudios
Nació en Santiago, el 4 de julio de 1870; hijo del exparlamentario Jorge Huneeus Zegers y Domitila Gana Cruz. Era hermano de los también parlamentarios Francisco y Jorge Huneeus Gana. Asimismo, era sobrino de Domingo Gana Cruz.
Realizó sus estudios primarios y secundarios en el Colegio de los Padres Franceses de Santiago entre 1879 y 1885, continuando los superiores en la carrera de derecho en la Universidad de Chile. Juró como abogado el 20 de diciembre de 1890.
Se casó con Magdalena Valdés Ortúzar, con quien tuvo cuatro hijos.

## Carrera profesional
Se dedicó a su profesión y fue también escritor. Ingresó al Colegio de Abogados, donde tuvo una situación compatible con sus aspiraciones de hombre de trabajo y de negocio. Allí se labró su independencia económica, la que le permitió compartir su tiempo en otras actividades.
Fue profesor de filosofía del derecho en la Escuela de Derecho de la Universidad de Chile, desde 1891 hasta 1906 y secretario de la Escuela de Ciencias Jurídicas y Sociales de la misma universidad.
Como escritor y estudioso del derecho constitucional, internacional y de la historia, fue requerida su colaboración, en repetidas oportunidades, por revistas y periódicos.

## Carrera política

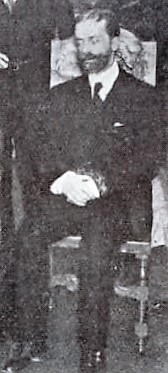
Antonio Huneeus Gana en 1912

Militó en el Partido Liberal (PL), siendo presidente nacional de la colectividad. Durante el gobierno del presidente Germán Riesco, fue nombrado como ministro de Justicia e Instrucción Pública, ejerciendo el cargo entre el 1 de agosto y el 21 de octubre de 1905; ocupando luego la titularidad del Ministerio de Relaciones Exteriores, Culto y Colonización, desde el 7 de mayo de 1906.
En las elecciones parlamentarias de 1906, fue elegido como diputado por Santiago, por el periodo legislativo 1906-1909. Durante su gestión fue diputado reemplazante en la Comisión Permanente de Legislación y Justicia. Participó en la discusión de numerosos proyectos legislativos; uno de los más estudiados por él y sometido a discusión en 1908, fue el que autorizaba un empréstito de $ 6.000.000 para la construcción de viviendas para obreros. También elaboró el proyecto de contribuciones de Tacna y Arica, para imponer el restablecimiento de aquellas. Apoyó el proyecto de ley sobre la creación de un nuevo impuesto sobre el avalúo de los inmuebles. Se opuso al proyecto de ley sobre posible centralización de las empresas extranjeras de salitre y trabajó en el proyecto de ley sobre compatibilidad de cargo público remunerado, entre otros. Creó el Juzgado de Policía Local de Santiago.
Tras dejar el Congreso Nacional, volvió a ejercer la cartera de Relaciones Exteriores, Culto y Colonización; entre el 8 de agosto de 1912 y el 13 de enero de 1913, en el marco del el gobierno del presidente Ramón Barros Luco. El 26 de marzo de 1920 volvió a ser nombrado como ministro de Relaciones Exteriores, Culto y Colonización, hasta el 23 de julio de ese año, bajo el gobierno del presidente Juan Luis Sanfuentes. Luego, tuvo un breve pasaje como ministro del Interior, desde 29 de agosto hasta el 16 de octubre de 1922, bajo la primera administración del presidente Arturo Alessandri Palma, volviendo al Ministerio de Relaciones Exteriores, entre el 2 de agosto y el 20 de noviembre de 1926, con ocasión del gobierno del presidente Emiliano Figueroa Larraín.
Paralelamente, en 1921 viajó a Europa y fue presidente de la Comisión de Admisión de Estados en la Liga de las Naciones y delegado de Chile en la X Conferencia Universal de la Cruz Roja.
Fue miembro de la Sociedad Chilena de Historia y Geografía, siendo parte del directorio y su presidente. También, fue presidente de la Cruz Roja Chilena, miembro de la Sociedad de Instrucción Primaria, de la Acción Católica, y de la Asociación de Derecho Internacional. De la misma manera, fue socio del Club de La Unión.
Fue condecorado por diferentes países, por ejemplo, como Comendador de la Legión de Honor de Francia, la Gran Cruz de la Orden de Isabel la Católica de España, la Gran Cruz de Orden de San Gregorio Magno del Vaticano y la Gran Cruz de la Espiga de Oro.
Falleció el 9 de enero de 1951.